# Raúl Sendra
Raúl Eduardo Sendra Fernández (28 de abril de 1948) es un actor, médico veterinario, profesor de francés y tenista, conocido por sus numerosos papeles como actor en teleseries, y por sus recurrentes apariciones en el programa de humor El club de la comedia de Chilevisión.
Egresó del Liceo de Aplicación en 1965 y estudió en la Universidad de Chile titulándose de médico veterinario 1973. En 1974 partió al exilió producto del Golpe militar en Chile hacia la ciudad de Montreal, Canadá. Allí se gradúa de Doctor en Medicina Veterinaria en 1979 y de Master en Patología y Microbiología Veterinaria en 1981 en la Universidad de Montreal, Quebec.
Sendra volvería a Chile después de 21 años, en 1995.
Sin embargo, su carrera como actor, comenzó en el Teatro San Ginés en el 2000, cuando realizó un curso de actuación de 3 años de duración con su profesor Yassim Hinojosa.
Años más tarde haría su primera aparición en televisión en la teleserie 16 de TVN. En este canal, participó en otras telenovelas como Los Pincheira, ídolos, Destinos Cruzados, Corazón de María, Viuda alegre, ¿Dónde está Elisa? y La poseída.
En otros canales participó en diversas teleseries como Lola, Los 80, Pacto de Sangre, Tranquilo papá, Los Pells, Mujeres de Lujo, Héroes en el capítulo Manuel Rodríguez, corto Invasión, Infieles junto a la actriz Karla Matta, La Vida es una Lotería, 
Trabajó como actor en "El Club de la Comedia: 10 años", y en la teleserie Perdona nuestros pecados, haciendo en esta última el papel de enfermo del sanatorio para tuberculosos.
Participó en el programa "Talento chileno I" de Chilevisión cantando con su guitarra.
Es además profesor de francés de la Alianza Francesa de La Serena.
También es tenista y ha figurado en varias ocasiones en rankings internacionales en la categoría senior. El año 2012 está ubicado en el número 18 del ranking mundial senior (ranking ITF) y el 2024 llegó a situarse en el puesto 20 del ranking mundial de tenis ITF
Obtuvo los diplomas de profesor de tenis en Montreal, Canadá y posteriormente en Chile en cursos dictados por profesores de la Federación Internacional de Tenis (ITF) 
En marzo de 2012, el Partido Progresista presentó a Raúl Sendra como candidato a concejal en La Serena para las elecciones municipales de octubre.
Cuando en la inscripción ante el Servel el Partido Progresista  omite su nombre como miembro del partido, decide marginarse totalmente tanto como candidato a concejal como del Partido Progresista (PRO).
En el 2018, Sendra enseñó en la Universidad Pedro de Valdivia de La Serena en la Facultad de Medicina Veterinaria y en el verano trabaja arrendando departamentos en la Avenida del Mar de la misma ciudad.
Actualmente, es profesor en la Universidad del Alba de Inmunología y Fisiopatología en la Facultad de Medicina Veterinaria, sede La Serena y por vía remota ha impartido en 2025 en la Sede de Santiago de la misma Universidad

## Filmografía

### Teleseries
- 16 (TVN, 2003)
- Los Pincheira (TVN, 2004)
- Ídolos (TVN, 2004)
- Destinos cruzados (TVN, 2004)
- Corazón de María (TVN, 2007)
- Viuda Alegre (TVN, 2008) - Sacerdote (Participación especial) - Médico de Elisa (Rol secundario).

- Dónde está Elisa (TVN, 2009) - Médico de Elisa (Rol secundario-extra).
- La poseída (TVN, 2015)

### Series y unitarios
- La vida es una lotería (TVN, 2006)
- Héroes (Canal 13, 2007)
- Famosos al desnudo (Mega, 2007)
- Infieles (Chilevisión, 2007)
- El Club de la Comedia (CHV, 2007-2012) - Varios personajes.

### Cine
- “Il n’y a pas d’oubli” (1976), Montreal, Canadá - Director Jorge Gajardo.
- Dawson. Isla 10 (2009) - pesonaje de Edgardo Enríquez[6]) - Actor secundario.